# Litauisches Museum für Ethnokosmologie
Das Litauische Museum für Ethnokosmologie ist das weltweit erste Museum für Ethnokosmologie, es befindet sich ca. 70 km nordöstliche der litauischen Hauptstadt Vilnius in der Rajongemeinde Molėtai in der Nähe der Ortschaft Kulioniai. Es ist das erste Museum in Litauen mit einem 24-Stunden-Betrieb. In den Innenräumen und auf dem Außengelände werden verschiedenste Exponate aus unterschiedlichen Epochen gezeigt. Eine weitere wichtige Aufgabe des Museums ist die Weiterbildung durch Ausstellungen, Vorlesungen und ähnliche Veranstaltungen.

## Geschichte
Die Idee für ein Museum dieser Art hatten Gunaras Kakaras, der damalige Leiter des Observatoriums Moletai und Libertas Klimka, der wissenschaftliche Leiter des Instituts für Halbleiterphysik der Universität Vilnius.
Unter dem Begriff Ethnokosmologie versteht man die Lehre über das Verständnis und die Beziehung von bestimmten Volksgruppen zum Kosmos und dessen Vorgängen, wie Sonnen- und Mondphasen, oder die Bewegungen der Planeten und der Sterne. Zunächst wurde 1978, anlässlich des 125. Jubiläums der Einrichtung des Alten Universitätsobservatoriums der Universität Vilnius, eine Ausstellung auf einer Etage des Teleskopturms des Observatoriums Moletai eröffnet. Die ersten Ausstellungsstücke umfassten die alten Teleskope des Universitätsobservatoriums sowie Exponate, die die Geschichte der Astronomie und ihre Bedeutung für Litauen verdeutlichen. Um die Idee die Verbindung der modernen Astronomie zur Kosmologie vergangener Epochen ausreichend darstellen zu können, waren die Räumlichkeiten im Observatorium allerdings viel zu klein. Man benötigte sehr viele größere Räumlichkeiten.
Schon vor der Fertigstellung des Observatoriums wurde der Entwurf für ein Museumsgebäude ausgewählt. Der litauische Architekt Vytautas Lisauskas entwarf für das Museum ein Konzept, das sich am Baum des Lebens aus der Nordischen Mythologie orientierte. Die Wurzeln des Baumes fungieren dabei als unterirdische Ausstellungsräume, während der Beobachtungsturm mit der Aussichtsplattform den Baumstamm repräsentiert. Die Gründung des Museums erfolgte inmitten der Unabhängigkeit Litauens am 15. Oktober 1990 durch Beschluss des Präsidiums der Akademie der Wissenschaften. Nach einigen Unterstellungs- und Namenswechseln, wobei sich eine Zeitlang sogar zwei Ministerien die Verantwortung für das Museum teilten, trägt das Museum wieder seinen ursprünglichen Namen. Am 16. Oktober 1997 konnte das neue Zeiss-Teleskop eingeweiht werden, das dem Museum von einer litauisch-italienischen Stiftung geschenkt und von den Museumsmitarbeitern montiert wurde.
In den Jahren 2007–2008 konnte, mit Hilfe von Fördermitteln aus den Europäische Struktur- und Investitionsfonds und des litauischen Kulturministeriums, notwendige Renovierungsarbeit durchgeführt und ein neues 80 cm Teleskop beschafft werden.

## Aufteilung

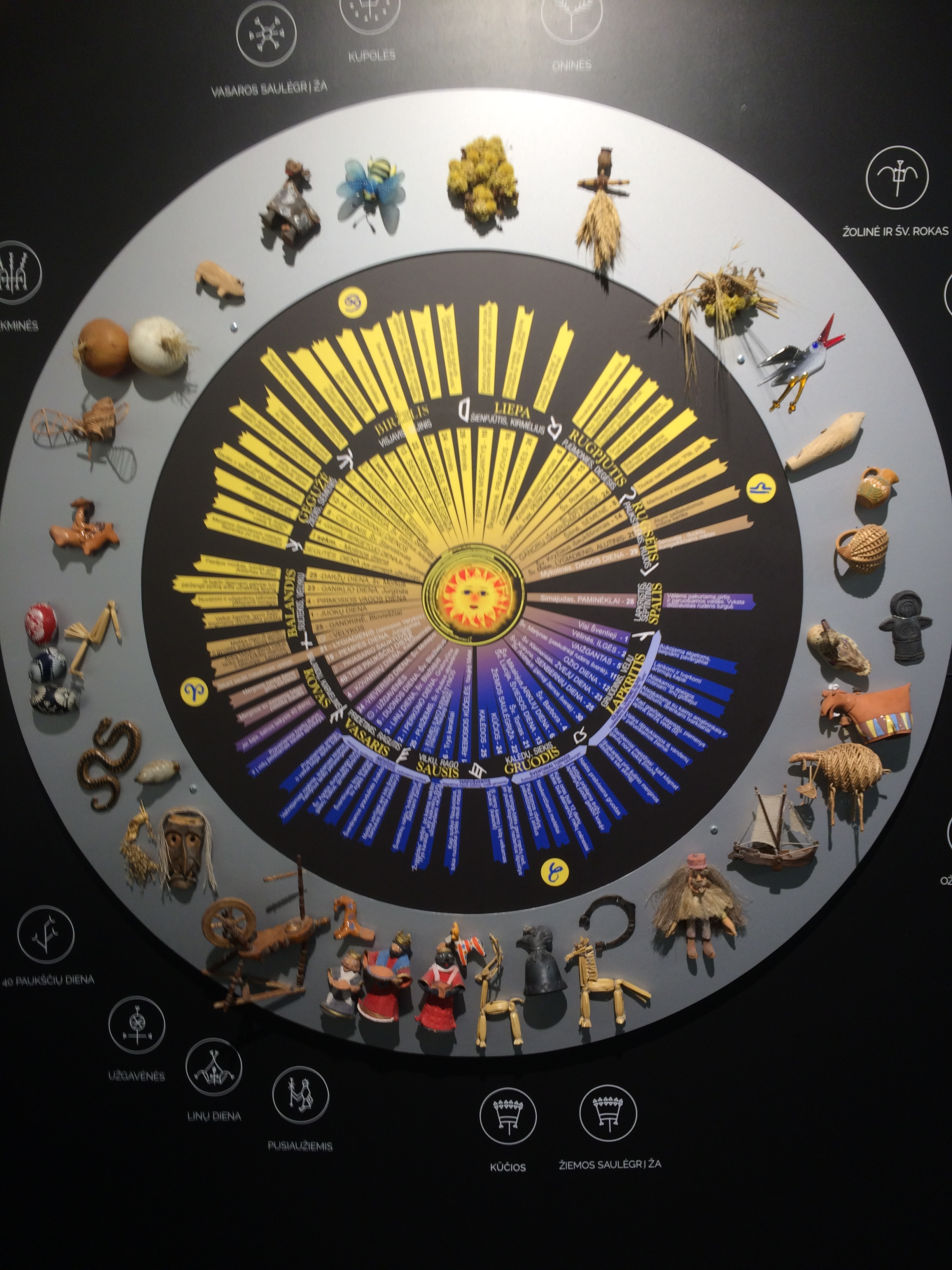
Litauischer Nationaler Kosmologischer Kalender

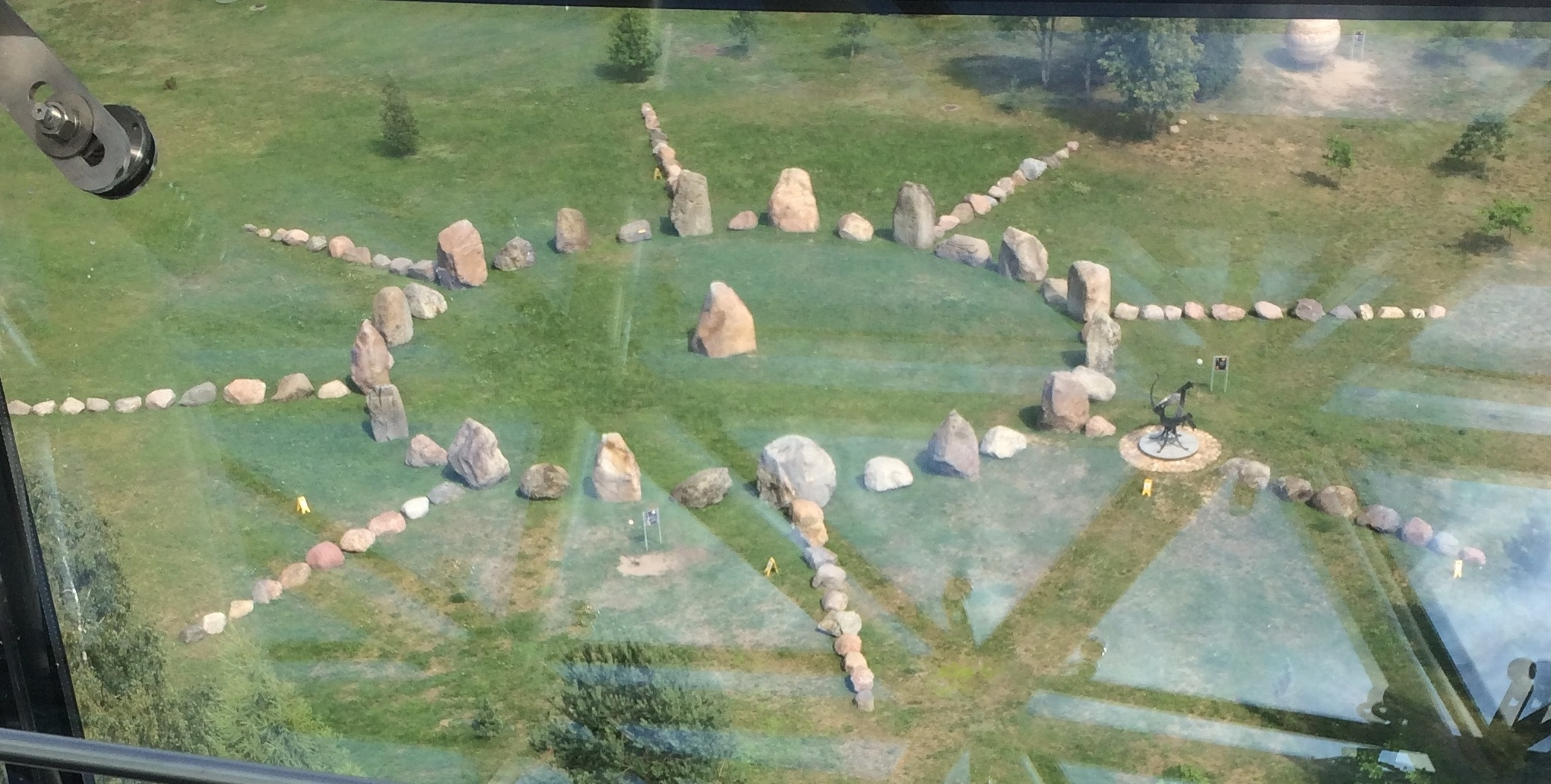
Steinmodell des Sonnensystems (vom Beobachtungsturm aus gesehen)

Das Museum gliedert sich in drei Bereiche.
Das Untergeschoss besteht aus fünf großen Räumen, in denen nicht nur die Beziehung des Menschen zum Kosmos dargestellt wird, Schwerpunkt ist vor allem die Beziehung der Völker des Baltikums, vom Altertum bis zur Neuzeit, im Rahmen von Bildungsveranstaltungen werden hier auch Führungen und Vorlesungen durchgeführt.
Der zweite Teil des Museums ist der Turm mit seiner, architektonisch sehr interessanten, Kuppel der Aussichts- und Beobachtungsplattform in 32 Meter Höhe, von dort sind nicht nur astronomische Beobachtungen möglich, die Glasfassade ermöglicht auch einen Rundumblick auf die umliegenden Seen und den Wald von Labanoras.
Für die astronomischen Beobachtungen werden nicht nur Führungen angeboten, es stehen auch mehrere Teleskope für Beobachtungen bei Nacht sowie eines zur Sonnenbeobachtung am Tag zur Verfügung.
Der dritte Bereich des Museums ist der Kosmische Park (Kosminis parkas), diese Freiluftausstellung ist eine Ergänzung zu der Ausstellung in den unterirdischen Räumen und zeigt ebenfalls Installationen und Exponate über die Themen Astronomie, Kosmologie und litauische Mythologie. So gibt es ein steinernes Modell des Sonnensystems und eine genaue Nachbildung eines litauischen Sonnenkalenders, er verdeutlicht die frühen Kenntnisse über die Kosmologie im Gebiet des heutigen Litauens. Die zwei Meter hohe Sonnenuhr im Park ist die größte handgeschmiedete Sonnenuhr Litauens.